# Kemikalija
Kemikalija je svaka čista tvar (kemijski spoj ili kemijski element) ili smjesa tvari koja se proizvodi i upotrebljava u kemijskom procesu i ima poznatu čistoću i primjenu, odnosno skupni naziv za sve kemijske proizvode priređene kemijsko-tehnološkim postupcima. Kemikalija nije sinonim za kemijsku tvar: sve kemikalije jesu kemijske tvari, ali sve kemijske tvari ne nazivaju se kemikalijama.
Podrazumijeva proizvode bazne kemijske industrije koji se koriste kao sirovine u prerađivačkoj kemijskoj industriji te kemikalije za laboratorijsku primjenu.